# Myanmarese tussentijdse verkiezingen 2012
Op 1 april 2012 vonden in Myanmar, het voormalige Birma, tussentijdse verkiezingen plaats. De verkiezingen werden gehouden om 45 vacante zetels in het parlement in te vullen.
De belangrijkste oppositiepartij Nationale Liga voor Democratie (NLD) was op 13 december 2011 in het kader van hervormingen sinds 2010 opnieuw ingeschreven voor de tussentijdse verkiezingen. NLD-leidster Aung San Suu Kyi won een zetel in Kawhmu in de regio Yangon; haar partij won in totaal 40 van de 45 zetels in de verkiezing.